# Cyphura latimarginata
Cyphura latimarginata är en fjärilsart som beskrevs av Swinhoe 1902. Cyphura latimarginata ingår i släktet Cyphura och familjen Uraniidae. Inga underarter finns listade i Catalogue of Life.